# Pavonia almasana
Pavonia almasana är en malvaväxtart som beskrevs av Oskar Eberhard Ulbrich. Pavonia almasana ingår i släktet påfågelsmalvor, och familjen malvaväxter. Inga underarter finns listade i Catalogue of Life.